# Нидерландские Антильские острова на летних Олимпийских играх 1968
Нидерландские Антильские острова принимали участие в Летних Олимпийских играх 1968 года в Мехико (Мексика) в четвёртый раз за свою историю, но не завоевали ни одной медали. Сборную страны представляли 2 женщины.